# Angerona valens
Angerona valens là một loài bướm đêm trong họ Geometridae.